# Puccinia
Svampeslægten Puccinia omfatter rustsvampe ca. 4000 arter, der fremkalder sygdomme hos flere af de dyrkede planter. Det er svampe med op til fem forskellige sporetyper og ofte med tvunget skifte mellem to forskellige værtplanter.
| Arter |

- Chrysanthemumrust (Puccinia horiana)
- Græssernes sortrust (Puccinia graminis)
- Porrerust (Puccinia allii) – angriber også Hvidløg, Purløg og Kepa-Løg
- Stokroserust (Puccinia malvacearum)
- Tagrørrust (Puccinia phragmitis)
- Tidselrust (Puccinia punctiformis)

## Eksterne kilder og henvisninger
1. ↑  Kirk PM, Cannon PF, Minter DW, Stalpers JA (2008). Dictionary of the Fungi (10th udgave). Wallingford, UK: CAB International. s. 576. ISBN 978-0-85199-826-8.

Litteratur: 
Raven et. al.: Biology of plants, 8 edition; 2013